# 西村豁通
西村 豁通（にしむら ひろみち、1924年2月26日 - 2010年12月3日）は、日本の社会政策学者。同志社大学名誉教授。

## 略歴
京都市伏見区深草出身。桃山中学校卒、第三高等学校卒、1947年東京帝国大学経済学部卒、京都大学大学院入学。1953年大阪市立大学講師、1953年同志社大学経済学部専任講師、1955年助教授、1961年教授、1969-1971年経済学部学部長、1995年定年、名誉教授。90年「現代社会政策の基本問題」で、経済学博士（北海道大学）。短歌も詠んだ。

## 著書
- 『社会政策と労働問題』ミネルヴァ書房 1955
- 『日本の賃金問題 新版』ミネルヴァ書房 1964
- 『日本の労働組合運動』ミネルヴァ書房 1970
- 『現代社会政策の基本問題』ミネルヴァ書房 1989
- 『冬崩る 歌集』啓文社 1989
- 『落暉』啓文社 1994
- 『航跡 歌集』豁友会 2001

### 共編著
- 『日本の賃金問題』吉村励共著 ミネルヴァ書房 1960
- 『労働運動と構造改革』編著 三一書房 1962
- 『労働問題用語辞典』編 三一書房 1963
- 『日本の医療問題』額田粲共編 ミネルヴァ書房 1965
- 『現代の生協運動』中林貞男,水越哲郎共著 ミネルヴァ書房 1973
- 『労働者福祉論』編 有斐閣双書 1973
- 『社会政策を学ぶ』荒又重雄共編 有斐閣選書 1978
- 『労働運動の国民的課題』前川嘉一共編 御茶の水書房 社会政策会研究大会叢書 1979
- 『現代の労働福祉 新しい福祉社会への模索』編 有斐閣選書 1980
- 『福祉国家体制と社会政策』松井栄一共編 御茶の水書房 社会政策学会研究大会叢書 1981
- 『高齢化社会の社会政策』吉村励共編 啓文社 社会政策学会研究大会社会政策叢書 1982
- 『「地方の時代」と労働問題』星島一夫共編 啓文社 社会政策学会研究大会社会政策叢書 1982
- 『現代の福祉政策と労働問題』編 啓文社 社会政策学会研究大会社会政策叢書 1983
- 『総合社会政策と労働福祉』木村正身共編 啓文社 社会政策学会研究大会社会政策叢書 1983
- 『労働組合運動の現代的課題 大友福夫先生還暦記念論文集第1巻』黒川俊雄、佐野稔共編 未来社 1983
- 『現代のなかの社会政策』編著 ミネルヴァ書房 1985
- 『婦人労働における保護と平等』共編 啓文社 社会政策学会研究大会社会政策叢書 1985
- 『新社会政策を学ぶ』荒又重雄共編 有斐閣選書 1989
- 『現代の協同組合とその基本問題』編 啓文社 生活と福祉問題シリーズ 1992
- 『現代日本の生活問題 いま「豊かさ」を問う』編著 ミネルヴァ書房 1995
- 『個人と共同体の社会科学 近代における社会と人間』中西洋、竹中恵美子共編著 ミネルヴァ書房 Minerva人文・社会科学叢書 1996
- 『京のかくれ話 歴史・人物』編 久田宗也監修 同朋舎 1997

## 栄典
- 2002年11月 勲三等瑞宝章受章[4]